# موچارنه
موچارنه (به لاتین: Moczarne) یک روستا در لهستان است که در گمینا چیسنا واقع شده‌است.